# Agneta Uddenberg
Gerd Hanna Agneta Uddenberg, ogift Palme, född 23 januari 1941 i Solna, död 19 juli 2011 i Stockholm, var en svensk journalist, författare, reseledare och expert på etikettregler.

## Biografi
Agneta Uddenberg var juris kandidat och filosofie kandidat. Hon skrev flera böcker om vett och etikett, antikviteter och auktioner, resehandböcker och kokböcker. Som journalist arbetade hon bland annat på Svenska Dagbladet, Kvällsposten, Veckojournalen, Svensk Damtidning. Hon var känd för att arbeta snabbt och hon kunde skriva om vitt skilda ämnen. I hennes examen ingick konsthistoria, teaterhistoria och arkeologi, men hennes intressen spände över betydligt vidare fält än så.
Som Svenska Dagbladets auktionsreporter med täta rapporter från Sotheby's, Christie's, Bukowskis, Stockholms Auktionsverk och andra auktionshus runt om i världen bidrog hon till att hos en allt bredare allmänhet öka intresset för konst och antikviteter. Fram till sin bortgång var hon ivrigt sysselsatt med att utforska världen. Hon författade resehandböcker om bland annat Rumänien, Bulgarien, Norge, Frankrike, Korsika, Mexiko, Tjeckoslovakien och Kreta. Speciellt hennes etikettböcker fick stor spridning i såväl Sverige som Finland.
Agneta Uddenberg intervjuades ofta i massmedia, främst i Svenska Dagbladet och Aftonbladet, i frågor om vett och etikett och hade därvid ej sällan en något annorlunda uppfattning än "folkvettsexperten" Magdalena Ribbing, Dagens Nyheter, hennes tidigare arbetskamrat.

## Familj
Agneta Uddenberg var dotter till direktören och politikern Rutger Palme och Lena Carlsson, sondotter till historikern Olof Palme och sonsondotter till Sven Palme. Hon är syster till barnläkaren Charlotte Kilander.   
Liksom faderns kusin statsministern Olof Palme härstammade Agneta Uddenberg från den svenska adliga och finländska friherrliga ätten von Born och hon upprätthöll nära kontakter med sin släkt i Gammelbacka utanför Borgå i Finland.
Hon var 1969 till 1975 gift med direktören Bengt Uddenberg (1914–1999) och fick med honom dottern, kirurgen Marie Uddenberg (född 1972).
Agneta Uddenberg är gravsatt i minneslunden på Galärvarvskyrkogården i Stockholm.